# Renierit
Renierit (ehemals Reniérit) ist ein selten vorkommendes Mineral aus der Mineralklasse der „Sulfide und Sulfosalze“. Es kristallisiert im tetragonalen Kristallsystem mit der chemischen Zusammensetzung (Cu1+,Zn)11Fe4(Ge4+,As5+)2S16. Die in den runden Klammern angegebenen Elemente Kupfer und Zink bzw. Germanium und Arsen können sich dabei in der Formel jeweils gegenseitig vertreten (Substitution, Diadochie), stehen jedoch immer im selben Mengenverhältnis zu den anderen Bestandteilen des Minerals.
Renierit findet sich meist in Form körniger bis derber Mineral-Aggregate, entwickelt aber auch kleine unregelmäßige oder würfelförmige Kristalle bis etwa drei Millimeter Größe von bronzebrauner bis orangebrauner Farbe und metallischem Glanz.

## Etymologie und Geschichte
Benannt wurde das Mineral nach dem belgischen Geologen Armand Marie Vincent Joseph Renier (1876–1951).
Der erste Fund wurde 1928 als kleine, auffällige Körner in einen sulfidischen Erz von G. Thorreau beschrieben und falsch interpretiert. Er verglich das Material mit „orangem Bornit“. Spätere Fehldeutungen folgten und erstmals korrekt beschrieben wurde der Renierit 1948 durch Johannes Franciscus Vaes (1902–1978).
Die ursprünglich von Vaes gewählte Schreibweise Reniérite ist seit 2008 diskreditiert, da sich der Namensgeber ohne Akut über dem ‚e‘ schreibt und es sich daher um ein überflüssiges diakritisches Zeichen handelt.
Als Typlokalität gilt die Kipushi Mine (Koordinaten), ehemals Prince Léopold Mine, Kipushi, Provinz Haut-Katanga, in der Demokratischen Republik Kongo.

## Klassifikation
In der veralteten 8. Auflage der Mineralsystematik nach Strunz gehörte der Renierit zur Mineralklasse der „Sulfide und Sulfosalze“ und dort zur Abteilung der „Sulfide mit dem Stoffmengenverhältnis Metall : Schwefel, Selen, Tellur ≈ 1 : 1“, wo er zusammen mit Mawsonit die „Renierit-Reihe“ mit der System-Nr. II/B.03b innerhalb der „Luzonit-Germanit-Gruppe“ (II/B.03) bildete.
Die von der International Mineralogical Association (IMA) zuletzt 2009 aktualisierte 9. Auflage der Strunz’schen Mineralsystematik ordnet den Renierit in die Klasse der „Sulfide und Sulfosalze“ und dort in die Abteilung der „Metallsulfide, Metall : Schwefel = 1 : 1 (und ähnliche)“ ein. Diese Abteilung ist allerdings weiter unterteilt nach den in der Verbindung vorherrschenden Metallen, so dass das Mineral entsprechend seiner Zusammensetzung in der Unterabteilung „mit Zink (Zn), Eisen (Fe), Kupfer (Cu), Silber (Ag)“ zu finden ist, wo es zusammen mit Catamarcait, Hemusit, Kiddcreekit, Morozeviczit, Polkovicit und Vinciennit die „Hemusitgruppe“ mit der System-Nr. 2.CB.35.a bildet.
Auch die vorwiegend im englischen Sprachraum gebräuchliche Systematik der Minerale nach Dana ordnet den Renierit in die Klasse der „Sulfide und Sulfosalze“ und dort in die Abteilung der „Sulfidminerale“ ein. Hier ist er zusammen mit Germanit, Maikainit und Ovamboit in der „Germanitgruppe“ mit der System-Nr. 02.09.04 innerhalb der Unterabteilung „Sulfide – einschließlich Selenide und Telluride – mit der Zusammensetzung AmBnXp, mit (m+n):p=1:1“ zu finden.

## Kristallstruktur

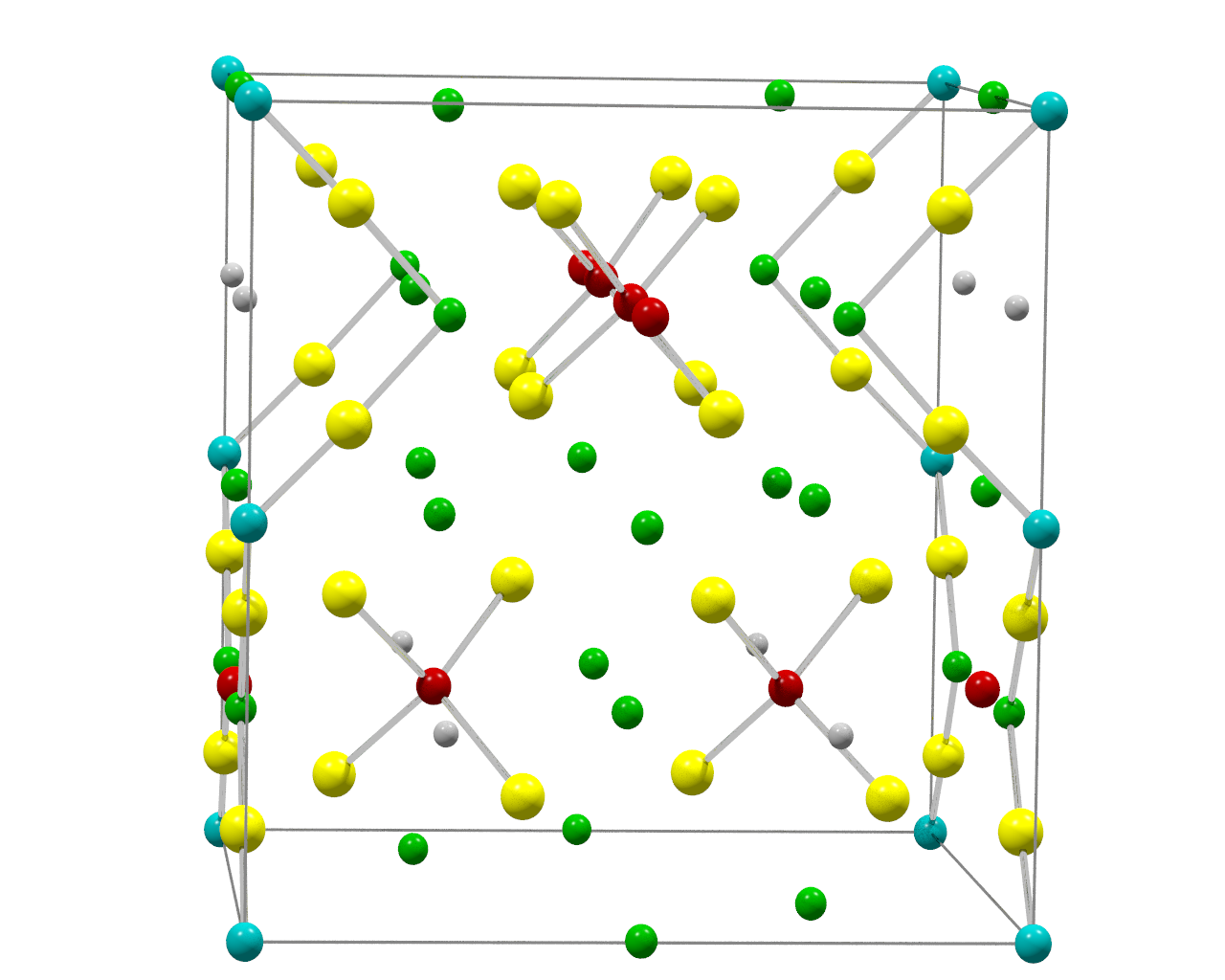
Vereinfachte Struktur von Renierit, die c-Achse zeigt nach oben,
1. FFFF00 S
2. 00DD22 Zn
3. 00FFFF Cu
4. FF0000 Fe
silver Ge

Renierit kristallisiert im tetragonalen Kristallsystem in der Raumgruppe P42c (Raumgruppen-Nr. 112) mit den Gitterparametern a = 10,62 Å und c = 10,55 Å sowie zwei Formeleinheiten pro Elementarzelle. Dabei sind aber nicht alle Metallionenplätze vollständig besetzt und Kupfer kann Zink substituieren. Die Struktur lässt sich als Mischkristallreihe zwischen den Endgliedern Cu10ZnGe2Fe4S16 und Cu11GeAsFe4S16 schreiben. Dabei wird Zn(II)+Ge(IV) durch Cu(I)+As(V) ersetzt.

## Eigenschaften
Renierit-Kristalle täuschen durch polysynthetische Verzwillingung (wiederholte lamellare Aneinanderreihung) die höhere Symmetrie des kubischen Kristallsystems vor. Man nennt solche Kristalle daher pseudokubisch. Die bis zu 3 mm großen Kristalle, normalerweise aber Körner im sub mm-Bereich, erscheinen so als Tetraeder.

## Bildung und Fundorte

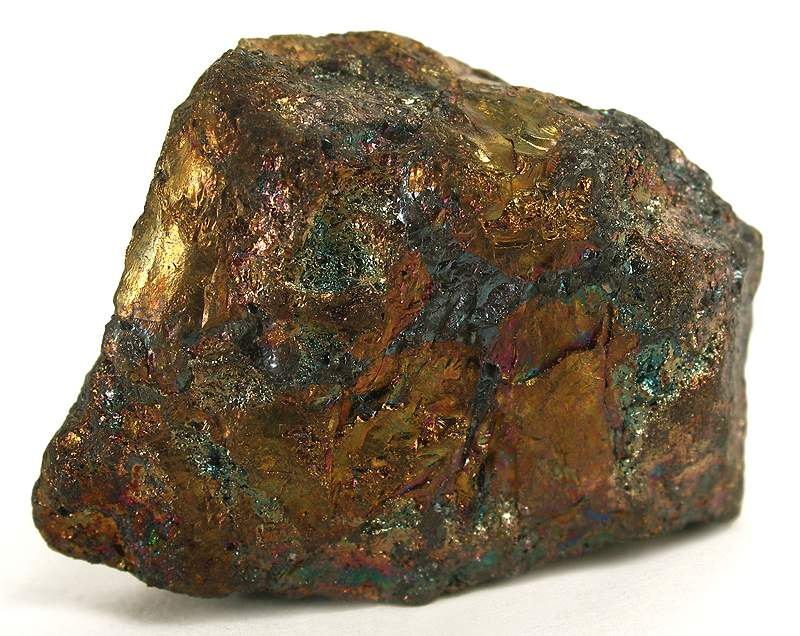
Renierit aus Tsumeb, Namibia (Größe: 3,4 × 2,4 × 1,7 cm)

Renierit bildet sich durch hydrothermale Vorgänge in germaniumhaltigen Lagerstätten. Begleitminerale sind unter anderem Bornit, Chalkopyrit, Digenit, Enargit, Germanit Sphalerit und Tennantit.
Als seltene Mineralbildung konnte Renierit nur an wenigen Fundorten nachgewiesen werden, wobei bisher (Stand 2015) rund 30 Fundorte als bekannt gelten. Seine Typlokalität Kipushi Mine ist dabei der bisher einzige bekannte Fundort in der Demokratischen Republik Kongo.
Weitere Fundorte sind unter anderem Catamarca in Argentinien; Tasmanien in Australien; Dobritsch (ehemals Hadschilogu Pasardschik) in Bulgarien; Provence-Alpes-Côte d’Azur in Frankreich; auf Sardinien in Italien; auf Honshū in Japan; der Otjikotosee und die Region Otjozondjupa in Namibia; Salzburg und die Steiermark in Österreich; in der nördlichen Kaukasus-Region in Russland; in der Zentralprovinz von Sambia; Asturien in Spanien; sowie Colorado in den USA.

## Verwendung
Renierit besitzt auf Grund seines Germaniumgehaltes von etwa 6 % eine Bedeutung als Rohstoff für die Gewinnung dieses Elementes.